# Eleccions legislatives eslovenes de 1992
Les Eleccions legislatives eslovenes de 1992 se celebraren el 6 de desembre de 1992, les primeres celebrades un cop proclamada la independència d'Eslovènia i després de la guerra d'Eslovènia, per a renovar els 90 membres de l'Assemblea Nacional d'Eslovènia. El partit més votat fou el Partit Liberal Democràtic, i el seu líder Janez Drnovšek fou nomenat primer ministre d'Eslovènia.

## Resultats
|                            |                                        |           |       |         |     |
| Partit                     | Partit                                 | Vots      | %     | Escons  | +/- |
|                            | Partit Liberal Democràtic (LDS)        | 278.851   | 23,46 | 22 / 90 | 10  |
|                            | Democristians Eslovens (SKD)           | 172.424   | 14,51 | 15 / 90 | 4   |
|                            | Llista Unida (ZL)                      | 161.359   | 13,58 | 14 / 90 | =   |
|                            | Partit Nacional Eslovè (SNS)           | 119.091   | 10,02 | 12 / 90 | Nou |
|                            | Partit Popular Eslovè (SLS)            | 103.300   | 8,69  | 10 / 90 | 1   |
|                            | Partit Democràtic (DS)                 | 59.487    | 5,01  | 6 / 90  | 2   |
|                            | Verds d'Eslovènia (ZS)                 | 44.019    | 3,70  | 5 / 90  | 3   |
|                            | Partit Social Democràtic Eslovè (SDSS) | 39.675    | 3,34  | 4 / 90  | 2   |
|                            | Partit Socialista d'Eslovènia (SSS)    | 32.696    | 2,75  | 0 / 90  | 5   |
|                            | Altres                                 | 177.486   | 14,94 | -       |     |
|                            | Minories hongaresa i italiana          | —         | —     | 2 / 90  | =   |
| Total (participació 85,6%) | Total (participació 85,6%)             | 1.188.398 | 100.0 | 90      | 10  |